# آلاء ساتر
آلاء ساتِر (مواليد 1990، الخرطوم) هي فنانة تشكيلية سودانية، اشتهرت برسومها التوضيحية ولوحاتها الجداريات والرسوم الكرتونية التي تعرض صوراً تتعلق بحقوق المرأة، والثورة السودانية 2018 - 2019 وغيرها من القضايا الاجتماعية والسياسية في السودان، سلطت الضوء في معرضها الأول في الخرطوم عام 2017، على أهمية المرأة في المجتمع السوداني، اكتسبت شهرة دولية كفنانة وناشطة في مجال حرية التعبير والعدالة الاجتماعية وحقوق المرأة.